# Henri Lenaerts

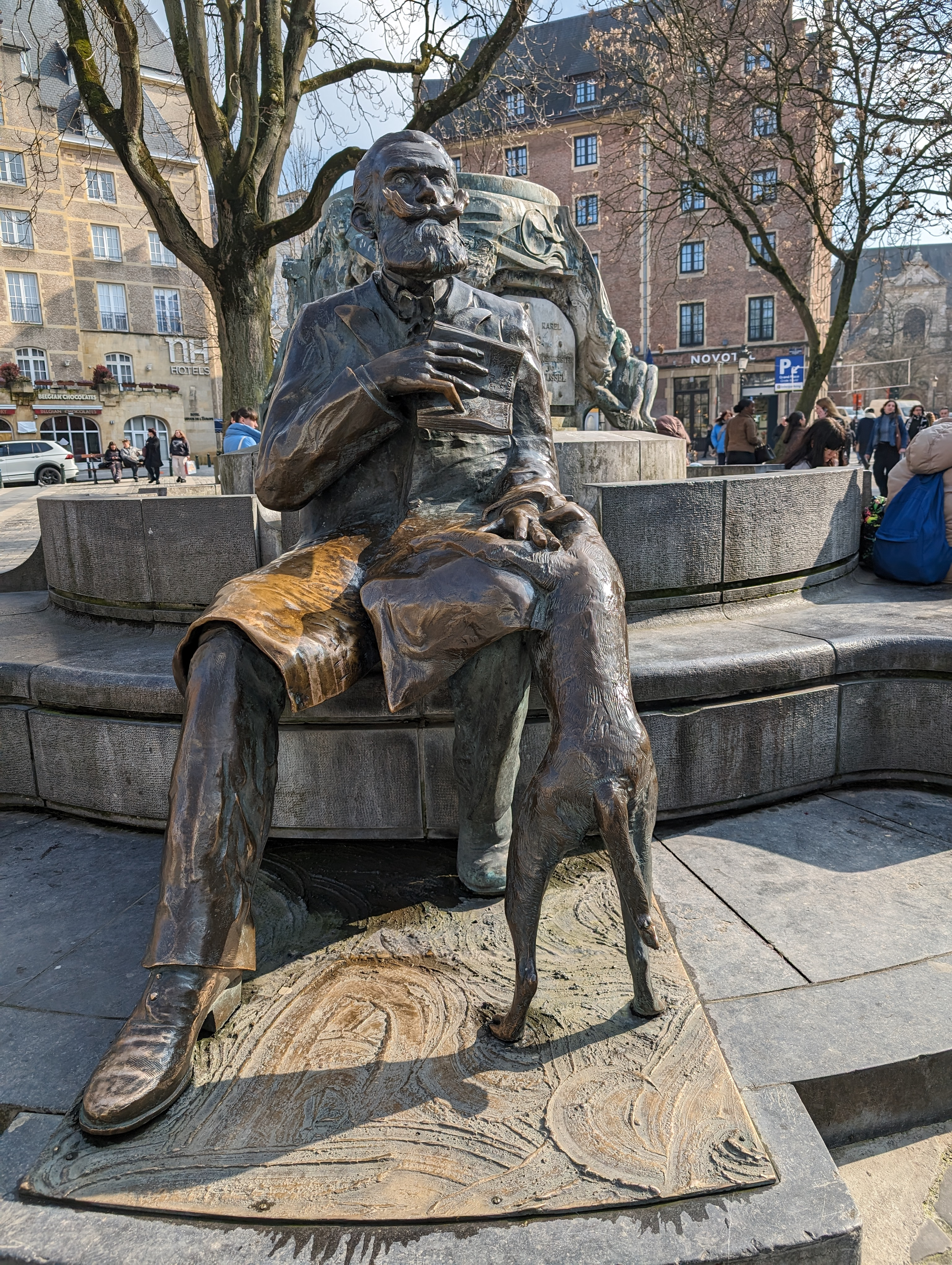
Karel Bulsfontein op de Grasmarkt te Brussel

Henri Lenaerts (Sint-Jans-Molenbeek, 8 mei 1923 - Irurre, 4 december 2006) was een Belgisch beeldhouwer, tekenaar en kunstschilder.

## Levensloop
Hij startte zijn studies aan de Academie voor Tekenen en Decoratieve Kunsten. Nadien zette hij zijn studies voort aan de Academie voor Schone Kunsten te Brussel en volgde de opleiding monumentale schilderskunst. Daarnaast ging hij in de leer bij beeldhouwer Delneste. Hij werd leraar in de beeldhouwkunst te Nijvel en aan de Academie te Watermaal-Bosvoorde. In Meise startte hij samen met Rik Poot een atelier.
In 1962 vertrok hij, na veelvuldige reizen, naar India. Daar verdiepte hij zich in de Vedische gedachte. Hij verbleef er verschillende jaren dankzij een beurs van de UNESCO om er de Indische cultuur te bestuderen. Aan de universiteit van Benares behaalde hij een doctoraat in de hindoeïstische filosofie met een werk over het tantrisme, waarvoor hij de Prijs van de beste doctoraatsthesis ontving.
Bij zijn terugkeer naar Europa bracht hij de laatste 35 jaar van zijn leven door in Irurre, Navarra (Spanje).
De verschillende onderscheidingen die hij tijdens zijn leven ontving, duiden op de belangrijkheid van zijn werk: Leopoldsorde, Prijs Louis Schmidt, Prijs Berthe Art, Prix Koopal, Prix de Sculpture de Forest, Prix de l'oeuvre Nationale des Beaux-Arts, Officier in de Leopoldsorde, Officier in de Kroonorde. Naar aanleiding van de 150e verjaardag van de geboorte van Karel Buls maakte hij een standbeeld van de gerenommeerde Brusselaar. Het beeld staat sindsdien op het Agoraplein. Aan de Nationale Plantentuin staat zijn beeldhouwwerk Zittende Boerin, dat daar in 1953 werd geplaatst door Herman Teirlinck. In 1983 verwezenlijkte Henri Lenaerts de bustes van koning Boudewijn en koningin Fabiola.
Hij was zeer begaan met de technologische excessen in de westerse wereld. Zijn bezorgdheid hieromtrent drukte hij uit in zijn tekeningen en beeldhouwwerken. Van zijn huis in Irurre werd een museum gemaakt.